# Tepr
Tepr (bürgerlicher Name Tanguy Destable; * in Morlaix) ist ein französischer Techno-Produzent.
Zusammen mit Lionel Pierres produziert er unter dem Pseudonym Abstrackt Keal Agram, hat jedoch auch drei Soloalben veröffentlicht. Alle drei erschienen bei dem Label Idwet. Von Tepr stammt auch der Remix von A cause des garçons von Yelle.

## Diskografie

### Alben
- The Deadly Master of Rappers From Hell (2003), Idwet
- Côte Ouest (2005), Idwet
- En direct de la côte (2006), Idwet